# Maihuenia patagonica
Maihuenia patagonica (Phil.) Britton & Rose, es una especie fanerógama perteneciente a la familia Cactaceae. 

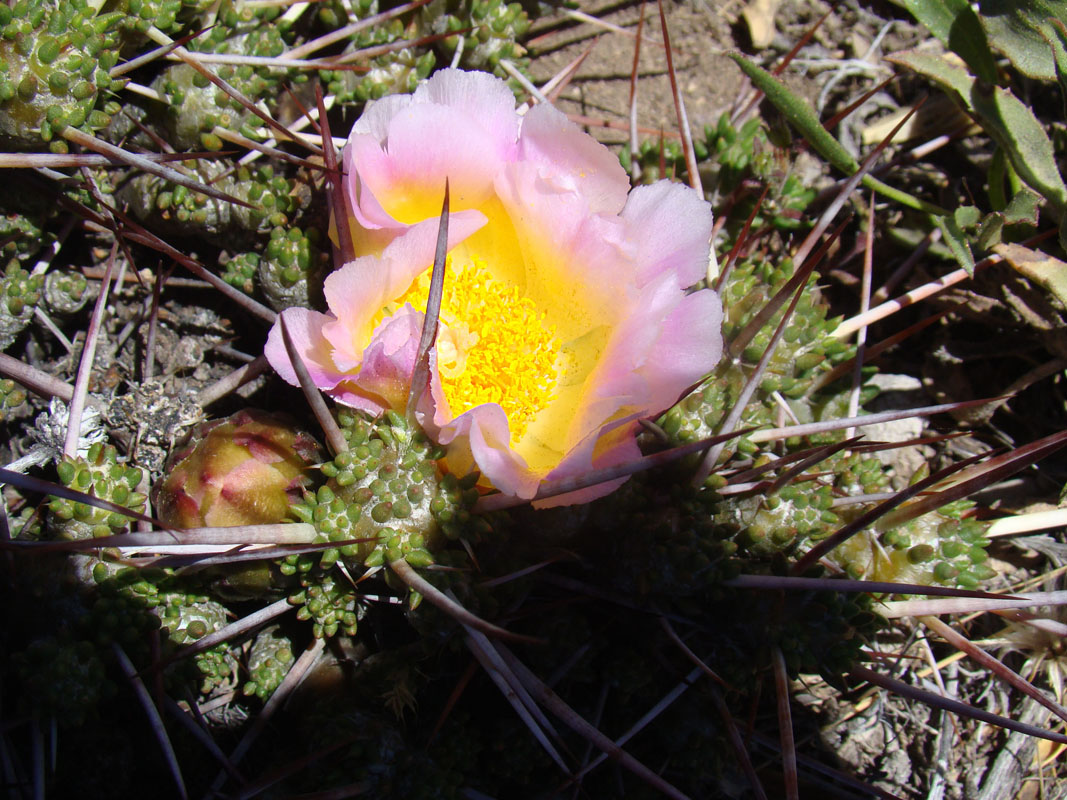
Flor

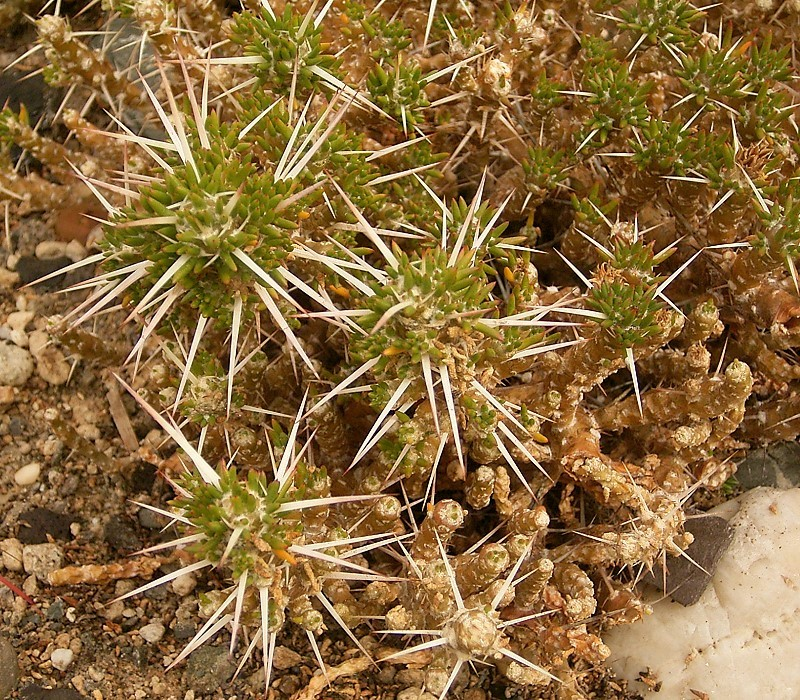
Vista de la planta

## Distribución
Es endémica de Argentina y Chile.

## Descripción
Es una planta carnosa perenne con las hojas armadas de espinos, de color verde. Es una planta con forma de cojín, de 20 a 30 cm de alto, densamente espinosa. Las espinas aparecen en número de tres, la central con una longitud media de 3 cm y las laterales con una long media de 0,8 cm, son de color amarillo verdoso, blanco, gris o rojizas. Las hojas son carnosas, muy pequeñas, de entre 2 y 4mm de long. Las flores son acampanadas, grandes y de color blanco-rosadas, apareciendo entre enero y febrero. El fruto es subseco, globoso, de aproximadamente 2 cm de diámetro y de color verde amarillento, aparece en febrero.

## Taxonomía
Maihuenia patagonica fue descrita por (Phil.) Britton & Rose y publicado en The Cactaceae; descriptions and illustrations of plants of the cactus family 1: 41. 1919.
Etimología
Maihuenia: nombre genérico que deriva de la palabra "maihuén", con la que en el idioma mapuche denominan a la planta.
patagonica: epíteto geográfico que alude a su localización en Patagonia.
Sinonimia
- Opuntia patagonica
- Maihuenia brachydelphys
- Maihuenia tehuelches
- Maihuenia valentinii
- Maihuenia andicola
- Maiheunia albolanata
- Maihuenia cumulata
- Maihuenia latispina

## Nombre común
- Español: Chupasangre, siempreverde, yerba del guanaco